# Francesco Manelli
Francesco Manelli, Mannelli (ur. we wrześniu 1594 w Tivoli, zm. w lipcu 1667 w Parmie) – włoski kompozytor i śpiewak operowy, bas.

## Życiorys
Od około 1605 roku był chórzystą katedry w Tivoli, następnie był jej śpiewakiem (1609–1624) i kapelmistrzem (1627–1629). Bywał w Rzymie, gdzie w 1625 roku poślubił śpiewaczkę Madalenę, a od 1629 do 1630 roku przebywał w domu Stefano Landiego. W 1637 roku podążył wraz ze skompletowaną przez siebie trupą teatralną do Wenecji, gdzie w Teatro San Cassiano wystawił napisaną przez siebie dramma per musica L’Andromeda. W 1638 roku został zatrudniony jako chórzysta w weneckiej bazylice św. Marka. W 1639 roku wystawił swoją operę La Delia na uroczystości inauguracji nowo otwartego Teatro SS. Giovanni e Paolo. W 1645 roku wyjechał do Parmy, gdzie wraz z rodziną pozostawał w służbie książęcej.
Wszystkie z napisanych przez niego dramma per musica zaginęły, zachowały się jedynie libretta do części z nich. Był również autorem zbioru Ciaccone et arie w trzech księgach (wyd. Rzym 1629).